# Home Hill
Home Hill is een plaats van circa 3000 inwoners in Queensland in Australië.

## Locatie en omgeving
Home Hill ligt ongeveer 98 kilometer ten zuiden van Townsville en 1269 kilometer ten noorden van Brisbane. Het is onderdeel van de Burdekin Region, waarvan de plaats Ayr ook deel uitmaakt. Beide plaatsen worden bestuurd door de Burdekin Shire Council.
Kenmerkende gebouwen in Home Hill zijn de Burdekin Bridge, de Inkerman Sugar Mill en Ashworth's Rock Shop. Naast mango en verschillende soorten groente wordt er voornamelijk suikerriet verbouwd. De laatste jaren is de plaats populair geworden bij rugzaktoeristen, die daar voornamelijk werk zoeken in de landbouw.

## Geschiedenis
Home Hill is ontstaan uit de Inkerman Downs Cattle Station.
Het veebedrijf werd in 1911 echter omgezet in een suikerrietboerderij, waarna is 1914 de Inkerman Sugar Mill werd gebouwd. Daarna begon het stadje snel te groeien door de aanwas van arbeiders.
De legende gaat dat het dorpje in eerste instantie Holme Hill genoemd zou worden, maar omdat degene die het bord zou maken de naam niet in schrift kreeg is het Home Hill geworden.

## Plaatsen om te bezoeken
- Burdekin Bridge
- Burdekin Dam
- Kape Upstart
- Charlie's Hill
- Groper Creek
- Inkerman Sugar Mill
- Mount Inkerman
- Wunjunga

## Evenementen
- Home Hill Harvest Festival
- Home Hill Race Day

## Onderwijs
- Home Hill State Primary School
- Home Hill State High School
- Barrier Reef Institute of TAFE (Burdekin College TAFE)

## Geboren in Home Hill
- Anne Geddes, fotografe